# 三所駅 (平安南道)
三所駅（朝鮮語: 삼소역、サムソえき）は朝鮮民主主義人民共和国平安南道順川市にある朝鮮民主主義人民共和国鉄道省戴建線の駅である。

## 隣の駅
朝鮮民主主義人民共和国鉄道省
戴建線
草坪駅 - 三所駅 - 無尽台駅